# 戲夢人生
《戲夢人生》（英語：The Puppetmaster）是一部於1993年上映，由侯孝賢執導的台灣歷史傳記電影，該電影描述了臺灣國寶級布袋戲大師李天祿的早年生涯，從1909年到1945年期間台灣日治時期的歲月展開的背景。
《戲夢人生》被視為侯孝賢以台灣歷史為主題的三部曲的第二部，其前為《悲情城市》（1989）及接續《好男好女》(1995)，被合稱為台灣三部曲。電影以結合劇情片與紀錄片的創新形式，以及較過去更簡約的大膽敘事手法，被多數影評家認為《戲夢人生》是世界電影的傑作。在英國電影協會於2012年舉辦的《视与听》投票中，七位評論家和三位導演將其評為有史以來最偉大的電影之一。

## 劇情簡介
李天祿出生的那一年在台灣的歷史上有兩個年號：一是清宣統二年，二是日本明治四十二年，他八歲那年第一次世界大戰結束，母親去世；九歲父親再娶，後母是從良的妓女，他在這段期間受盡後母的虐待，李天祿七歲起跟父親學木偶戲，九歲當父親的助手，十四歲正式當頭手演出，從此展開他演布袋戲的生涯以及在台灣動盪歷史中的生活。

## 人物
| 角色名稱       | 演員   | 備註           |
| -------------- | ------ | -------------- |
| 李天祿         | 李天祿 | 自己           |
| 李天祿（青年） | 林強   |                |
| 李天祿（童年） |        |                |
| 李火           | 洪流   | 李天祿祖父     |
| 林來發         | 楊麗音 | 李天祿後母     |
| 許金木         | 蔡振南 | 李天祿之父     |
| 麗珠           | 魏筱惠 | 櫻花園小姐     |
| 阿春           | 蔡秋鳳 | 李天祿母親朋友 |

## 製作
《戲夢人生》是在中國東南部福建省福州市和台灣拍攝的。這部電影圍繞一系列「省略」（ellipses）的手法展開，侯孝賢將其比作中國傳統戲曲：「它只是給你一個場景，沒有太多清晰的敘述，不像西方戲劇那樣所有的元素都必須到位。省略號和其他間接的具有諷刺意味的是，敘述方法更加明確和切題。這完全取決於您如何掌握這些方法。」
劇中的主角師李天祿在先前就已參與過侯孝賢所執導的三部電影，包括《戀戀風塵》（1986年）、《尼羅河女兒》（1988年）及《悲情城市》，根據侯孝賢的訪談，《戲夢人生》企劃的緣由原初是因為有人為李天祿做口述歷史訪問，他因而提供錄音機請對方把訪問錄下來以此作為素材，最後便有構思成長片電影的企劃，索性請李天祿來到拍攝現場再講一遍自傳。
對於展示李天祿本人的鏡頭，李天祿通常在被戲劇性地介紹後，出現在一個特定的地點。將故事情節和訪談片段，以及過去和現在之間的轉換進行敘事的解釋，藉由戲劇再現與紀實回憶的分界被，使劇中的故事鏡頭遊移於虛實之間，令電影在製作上超越了一般人物傳記電影的處理方法。更促使觀眾的角度有所變化，更形成《戲夢人生》的獨特敘事結構。因此在情節上，李天祿不一定是主角，有時候更像是旁觀的敘述者。
評論家喬納森·羅森堡觀察到：「我能想到唯一粗略的比較，是在沃伦·比蒂的《烽火赤焰萬里情》中使用真實生活的『見證人』，但在這部電影，主角就像約翰·里德本人一般，而非是人們記住他，讓是讓本人突然出現在銀幕上。」
侯孝賢表示：「通過這部電影，我在試著探索台灣失去的傳統文化的價值......我們已經遠離自然，人變得像木偶一樣——他失去了做自己主人的力量。木偶大師代表了我對我們文化喪失的哀嘆。」
《戲夢人生》最後於1993年在紐約影展上於美國首映，但與侯孝賢的大部分電影一樣，它從未在美國進行過商業發行、放映，直到在2014年期間舉辦了一場全面的侯孝賢回顧展。

## 評價

### 批判性評價
《鄉村之聲》的J·霍伯曼將《戲夢人生》譽為1993年最佳影片和1990年代十部最佳影片之一，後來寫道：「台灣大師級導演侯孝賢首次在《戲夢人生》發展出令人驚訝的先進的蒙太奇形式，其被比較為雲層移動天空的運動。」，並讚揚其達到「電影本身的重生」的境界。
《芝加哥讀者報》的喬納森·羅森堡也將《戲夢人生》選為「近十年來的十部最佳電影之一」，並補充說「《戲夢人生》只是侯孝賢在90年代製作的四部傑作之一，侯孝賢是「目前全球兩位最偉大的在世導演之一，與阿巴斯·奇亞羅斯塔米同列」。
電影學者伊馮娜吳（Yvonne Ng）則觀察到侯孝賢在影片中大量採用「省略」手法，雖然對觀眾（尤其是西方觀眾）造成閱讀理解上的困難，但是所呈現出來的卻是如國畫般去蕪存菁的精華。伊馮娜吳並未明確表明對於《戲夢人生》的精華。僅能推測電影想要應該就是影片的核心：李天祿一生的歷史。令讓觀眾在觀看完影片後深刻感覺掌握了李天祿一生的精華，並非單靠「省略」即可達成。
評論家兼導演肯特·瓊斯也讚揚了《戲夢人生》，寫道「侯孝賢在任何給定鏡頭中的專注度顯然是無限的，他的作品中沒有「插入」或「切角」這般的東西。這就是為什麼時間跳躍或突然並置會讓人感覺巨大的原因。從《戲夢人生》開始，每部電影的邏輯都是圍繞這些中斷和並置的效果而構建的。」瓊斯還討論了侯孝賢電影發行量不足的問題，他觀察到在美國，侯孝賢的作品似乎在從邪典電影轉變為藝術愛好者的最愛之前，就已經成為一個有標誌性的存在...... 要求這样大尺度的藝術家使他的作品更加易於通俗觀賞，就像要求卡爾海因茲·史托克豪森作更加吸引人的曲子，或要求约翰·阿什伯里為《今日美國》寫作來吸引讀者一般。這是沒有意義的。因為現在，沒有比侯孝賢更好的了。」
英國電影協會將這部電影排在「1990年代90部偉大電影」榜單的第11位。

## 獲獎
《戲夢人生》是第一部參加坎城影展的台灣電影，並在第46屆坎城影展獲得評審團獎，並在伊斯坦布林國際電影節獲得費比西獎。
| 獎項                 | 獎項         | 受獎者                       | 階段／結果 |
| -------------------- | ------------ | ---------------------------- | ---------- |
| 第46屆坎城影展       | 評審團獎     | 《戲夢人生》                 | 獲獎       |
| 伊斯坦布林國際電影節 | 費比西獎     | 《戲夢人生》                 | 獲獎       |
| 比利時根特影展       | 最佳配樂     | 陳明章                       | 獲獎       |
| 第30屆金馬獎         | 最佳劇情片   | 《戲夢人生》                 | 提名       |
| 第30屆金馬獎         | 最佳攝影     | 李屏賓                       | 獲獎       |
| 第30屆金馬獎         | 最佳美術設計 | 張弘、何獻科、盧明進、蔡照益 | 提名       |
| 第30屆金馬獎         | 最佳造型設計 | 阮佩芸、張光慧               | 獲獎       |
| 第30屆金馬獎         | 最佳電影音樂 | 陳明章                       | 提名       |
| 第30屆金馬獎         | 最佳錄音     | 杜篤之                       | 獲獎       |

## 外部連結
- 開眼電影網上《戲夢人生》的資料（繁體中文）
- 香港影庫上《戲夢人生》的資料（繁體中文）
- 时光网上《戲夢人生》的資料（简体中文）
- 豆瓣电影上《戲夢人生》的資料 （简体中文）
- 爛番茄上《戲夢人生》的資料（英文）
- AllMovie上《戲夢人生》的资料（英文）
- 互联网电影数据库（IMDb）上《戲夢人生》的资料（英文）